# Okręg wyborczy Manchester North West
Okręg wyborczy Manchester North West powstał w 1885 r. jako jeden z licznych miejskich okręgów wyborczych utworzonych na mocy ustawy o reformie wyborczej z 1884 r. Powstał w wyniku podziału dawnego okręgu Manchester. Do brytyjskiej Izby Gmin wysyłał jednego deputowanego. Okręg został zniesiony w 1918 r.

## Deputowani do brytyjskiej Izby Gmin z okręgu Manchester North West
- 1885–1906: William Houldsworth, Partia Konserwatywna
- 1906–1908: Winston Churchill, Partia Liberalna
- 1908–1910: William Joynson-Hicks, Partia Konserwatywna
- 1910–1912: George Kemp, Partia Liberalna
- 1912–1918: John Randles, Partia Konserwatywna